# Mali Tajmir
Otok Mali Tajmir (rus. Малый Таймыр) je otok u Laptevskom moru.

## Geografija
Nalazi se uz jugoistočni kraj otočja Severnaja zemlja i sjeveroistočno od poluotoka Tajmir, Najbliži otok je Starokadomski, sjeverozapadno.
Površina otoka Mali Tajmir je 232 km2. Tjesnac Vilkicki prolazi južno od otoka Mali Tajmir, a njegove vode, kao i vode koje okružuju dva otoka, prekrivene su ledom tijekom dugih i ljutih zima. I u kratkom ljetu, između lipnja i rujna, ima mnogo ledenih santi.
Otok Mali Tajmir administrativno pripada ruskom Krasnojarskom kraju i dio je Velikog arktičkog državnog prirodnog rezervata – najvećeg prirodnog rezervata u Rusiji i jednog od najvećih u svijetu.
Na sjevernim obalama Malog Tajmira nalazi se mali otok po imenu Ostrov Oktyabrenok.

## Povijest
Otok je otkrio Boris Vilkicki tijekom hidrografske ekspedicije Arktičkog oceana 1913. godine. Otok je nazvan Otok Cesareviča Alekseja (rus. Остров Цесаревича Алексея), po princu Alekseju Nikolajeviču Romanovu, sinu ruskog cara Nikolaja II. Nakon Oktobarske revolucije 1917. otok je preimenovan u "Mali Tajmir". Godine 2005. proslijeđen je zahtjev lokalnim vlastima u Krasnojarskom kraju kako bi se otoku vratilo prijašnje ime.

## Vanjske poveznice
|  | Zajednički poslužitelj ima još gradiva o temi Mali Tajmir |

- Rezervat prirode:
- Pitanje o bivšem imenu:
- Laptevsko more: